# 名古屋高等検察庁
名古屋高等検察庁（なごやこうとうけんさつちょう）は、愛知県名古屋市にある日本の高等検察庁の一つで、中部地方の西部6県を管轄している。略称は、名古屋高検（なごやこうけん）。金沢に支部を置いている。

## 概説
名古屋高等検察庁は、愛知県名古屋市中区にある日本の高等検察庁のひとつである。そのうち本庁は愛知県など3県を管轄しており、富山県、石川県、福井県については金沢支部が管轄している。

## 管轄区域
- 管轄区域：愛知県、三重県、岐阜県、福井県、石川県、富山県
- 管轄人口：13,865,035人
- 管轄面積：34,193.33km2
- 人口密度：405.49人／km2

本庁
管轄区域：愛知県、三重県、岐阜県
管轄人口：11,051,551人
管轄面積：21,569km2
人口密度：512.38人／km2
金沢支部
管轄区域：石川県、福井県、富山県
管轄人口：2,813,484人
管轄面積：12,624.33km2
人口密度：222.86人／km2
本庁からの距離：155.1km

## 歴代検事長
- 市丸有二(1954年頃)
- 敷田稔（1993年～1995年：退官　国際検察官協会副会長）
- 高野利雄（2004年1月～2005年3月：退官　国際研修協力機構理事長、日本相撲協会理事）
- 櫻井正史（2006年6月～2007年7月：防衛省防衛監察本部初代防衛監察監）
- 中尾巧（2007年～2009年：大阪高等検察庁検事長）
- 松永栄治（2009年1月～2010年5月：退官）
- 小貫芳信（2010年5月～12月：東京高等検察庁検事長、退官後に最高裁判所裁判官）
- 藤田昇三（2011年1月～7月：退官　整理回収機構社長）
- 岩村修二（2011年7月～2012年7月：退官　長島・大野・常松法律事務所顧問）
- 池上政幸（2012年7月～2014年1月：大阪高検検事長）
- 河村博　(2014年1月〜2015年1月：退官)
- 田内正宏　(2015年1月〜2016年9月：東京高検検事長)
- 青沼隆之 (2016年9月〜2018年1月：退官)
- 林真琴 (2018年1月〜2020年5月：東京高検検事長)
- 中川清明 (2020年5月〜2021年9月 退官)
- 大塲亮太郎 (2021年9月～2023年1月：退官)
- 高嶋智光 (2023年1月～2024年7月：退官 )
- 菊池浩 (2024年7月〜2025年7月：大阪高検検事長)
- 松本裕 (2025年7月〜)

他に、大渕愛子（弁護士）の祖父が検事長を務めていたことがある。